# Brustband-Brillantkolibri
Der Brustband-Brillantkolibri (Heliodoxa schreibersii), auch Schwarzkehlbrillant oder Schwarzkehl-Brillantkolibri ist eine Vogelart aus der Familie der Kolibris (Trochilidae). Die Art hat ein großes Verbreitungsgebiet, das sich über die Länder Kolumbien, Ecuador, Peru und Brasilien erstreckt. Der Bestand wird von der IUCN als „nicht gefährdet“ (least concern) eingeschätzt.

## Merkmale
Der Brustband-Brillantkolibri erreicht eine Körperlänge von etwa 12 cm, wobei der gerade Schnabel ca. 2,3 cm ausmacht. Die Oberseite der Männchen schimmert grün, wobei der vordere Oberkopf glitzert. Die halbe Unterseite ist schwarz mit einem violett glitzernden Fleck im unteren Bereich der Kehle, der von einem grünen Band begrenzt wird. Der Rest der Unterseite ist schwärzlich. Der stark gegabelte lange Schwanz ist stahlblau. Die Weibchen sind sehr ähnlich, haben aber einen weißen bis fuchsroten Backenstreif. Unter dem violetten Kehlfleck sind sie gräulich mit grünen Tupfen gefärbt.

## Verhalten
Es ist nicht viel über das Verhalten der Brustband-Brillantkolibris bekannt, außer dass sie sich in schattigem Gebüsch in 2 bis 4 Meter Höhe bewegen, dort Insekten fangen und sich hier auch ausruhen. Den Nektar beziehen sie von blühenden Pflanzen wie Heidekrautgewächsen und Malvengewächsen. Sie gelten als Standvögel.

## Fortpflanzung
Die Brutzeit ist Februar bis Mai, doch wurden auch schon im Oktober aktive Nester beobachtet. Eine Brut besteht aus zwei weißen Eiern, die das Weibchen bebrütet.

## Lautäußerungen
Der lange, dünne und sehr schnelle Ruf besteht aus einer Reihe abnehmender Triller, die sich wie sii, i, i, i, i, ju, ju anhört. Gelegentlich geben Brustband-Brillantkolibris ein sattes tschup und eine ansteigende Serie von tsu, tse, tsi tsii-Lauten von sich.

## Verbreitung und Lebensraum

Verbreitungsgebiet (grün) des Brustband-Brillantkolibris

In Kolumbien findet man Brustband-Brillantkolibris im Westen des Departamento de Putumayo. Ihr typisches Habitat ist das Unterholz von Terra Firme-Wäldern, doch wurden sie auch schon in den Tiefebenen Ecuadors in Baumkronen beobachtet. Sie sind dort nur in den Ausläufern östlich der Anden zu finden. Dabei bevorzugen sie die Nähe zu Flüssen und Bächen in Gegenden mit variabler Vegetation. In Ecuador findet man sie im  Norden östlich von Pompeya und Yuturi bis an den Río Pastaza nahe der peruanischen Grenze. Meist sind sie in Ecuador in Höhenlagen unter 1250 Metern unterwegs, doch wurden sie in der Cordillera del Cóndor auch bis 1450 Meter beobachtet. In Peru sind sie nur einzeln zerstreut in den Bergwäldern der östlichen Anden und den ausgelagerten Bergkämmen in Höhenlagen zwischen 600 und 1250 Metern verbreitet. In Brasilien kommen sie nur im äußersten Westen des Bundesstaates Amazonas vor.

## Unterarten
Es sind zwei Unterarten bekannt:
- Heliodoxa schreibersii schreibersii (Bourcier, 1847)[6] – Die Nominatform kommt vom Südosten Kolumbiens über den Osten Ecuadors und den Nordosten Perus bis in den Nordwesten Brasiliens vor.
- Heliodoxa schreibersii whitelyana (Gould, 1872)[7] – Diese Unterart ist im Osten Perus verbreitet.

## Etymologie und Forschungsgeschichte
Jules Bourcier beschrieb den Brustband-Brillantkolibri unter dem Namen Trochilus Schreibersii. Das Typusexemplar stammte vom Oberlauf des Rio Negro und wurde von Johann Natterer gesammelt. Erst 1850 führte John Gould die Gattung Heliodoxa ein. Dieser Name leitet sich von den griechischen Wörtern ἥλιος hḗlios für „Sonne“ und δόξα, δέχομαι dóxa, déchomai für „Pracht, Herrlichkeit, gutheißen“ ab. Das Artepitheton schreibersii ist dem österreichischen Naturwissenschaftler Karl Franz Anton von Schreibers (1775–1852) gewidmet. Whitelyana ist dem britischen Naturforscher und Sammler Henry Whitely (1844–1892) gewidmet.